# Franchot Tone
Stanislaus Pascal Franchot Tone a fost un actor american de teatru, de film și de televiziune. El a fost nominalizat la Premiul Oscar pentru cel mai bun actor pentru rolul său ca Midshipman Roger Byam în Revolta de pe Bounty (1935).

## Filmografie
| An   | Titlu                                               | Rol                                 | Note                                                    |
| ---- | --------------------------------------------------- | ----------------------------------- | ------------------------------------------------------- |
| 1932 | The Wiser Sex                                       | Phil Long                           |                                                         |
| 1933 | Today We Live                                       | Ronnie                              |                                                         |
| 1933 | Gabriel Over the White House                        | Hartley "Beek" Beekman              |                                                         |
| 1933 | Midnight Mary                                       | Thomas "Tom" Mannering, Jr.         |                                                         |
| 1933 | The Stranger's Return                               | Guy Crane                           |                                                         |
| 1933 | Stage Mother                                        | Warren Foster                       |                                                         |
| 1933 | Bombshell                                           | Gifford Middleton                   |                                                         |
| 1933 | Dancing Lady                                        | Tod Newton                          |                                                         |
| 1934 | Moulin Rouge                                        | Douglas Hall                        |                                                         |
| 1934 | Sadie McKee                                         | Michael Alderson                    |                                                         |
| 1934 | The World Moves On                                  | Richard Girard                      |                                                         |
| 1934 | The Girl from Missouri                              | T.R. Paige, Jr.                     | Alte titluri: 100 Per Cent Pure, Born to Be Kissed      |
| 1934 | Straight Is the Way                                 | Benny                               |                                                         |
| 1934 | Gentlemen Are Born                                  | Bob Bailey                          |                                                         |
| 1935 | The Lives of a Bengal Lancer                        | Lieutenant Forsythe                 |                                                         |
| 1935 | One New York Night                                  | Foxhall Ridgeway                    |                                                         |
| 1935 | Reckless                                            | Robert "Bob" Harrison, Jr.          |                                                         |
| 1935 | No More Ladies                                      | Jim "Jimsy Boysie" Salston          |                                                         |
| 1935 | Mutiny on the Bounty                                | Midshipman Roger Byam               | Nominalizare la Premiul Oscar pentru cel mai bun actor  |
| 1935 | Dangerous                                           | Don Bellows                         |                                                         |
| 1936 | Exclusive Story                                     | Dick Barton                         |                                                         |
| 1936 | The Unguarded Hour                                  | Sir Alan Dearden                    |                                                         |
| 1936 | The King Steps Out                                  | Emperor Franz Josef                 |                                                         |
| 1936 | Suzy                                                | Terry                               |                                                         |
| 1936 | The Gorgeous Hussy                                  | John Eaton                          |                                                         |
| 1936 | Love on the Run                                     | Barnabus W. "Barney" Pells          |                                                         |
| 1937 | Quality Street                                      | Dr. Valentine Brown                 |                                                         |
| 1937 | They Gave Him a Gun                                 | James "Jimmy" Davis                 |                                                         |
| 1937 | Between Two Women                                   | Allan Meighan                       |                                                         |
| 1937 | The Bride Wore Red                                  | Giulio                              |                                                         |
| 1938 | Man-Proof                                           | Jimmy Kilmartin                     |                                                         |
| 1938 | Love Is a Headache                                  | Peter Lawrence                      |                                                         |
| 1938 | Three Comrades                                      | Otto Koster                         |                                                         |
| 1938 | Three Loves Has Nancy                               | Robert "Bob" Hanson                 |                                                         |
| 1938 | The Girl Downstairs                                 | Paul / Mr. Wagner                   |                                                         |
| 1939 | Fast and Furious                                    | Joel Sloane                         |                                                         |
| 1940 | Trail of the Vigilantes                             | "Kansas" / Tim Mason                |                                                         |
| 1941 | Nice Girl?                                          | Richard Calvert                     |                                                         |
| 1941 | She Knew All the Answers                            | Mark Willows                        |                                                         |
| 1941 | This Woman is Mine                                  | Robert Stevens                      |                                                         |
| 1942 | The Wife Takes a Flyer                              | Christopher Reynolds                |                                                         |
| 1942 | Star Spangled Rhythm                                | John in Card-Playing Skit           |                                                         |
| 1943 | Five Graves to Cairo (Cinci morminte până la Cairo) | Cpl. John J. Bramble / "Paul Davos" |                                                         |
| 1943 | Pilot No. 5                                         | George Braynor Collins              |                                                         |
| 1943 | His Butler's Sister                                 | Charles Gerard                      |                                                         |
| 1943 | True to Life                                        | Fletcher Marvin                     |                                                         |
| 1944 | Phantom Lady                                        | Jack Marlow                         |                                                         |
| 1944 | The Hour Before the Dawn                            | Jim Hetherton                       |                                                         |
| 1944 | Dark Waters                                         | Dr. George Grover                   |                                                         |
| 1945 | That Night with You                                 | Paul Renaud                         |                                                         |
| 1946 | Because of Him                                      | Paul Taylor                         |                                                         |
| 1947 | Lost Honeymoon                                      | Johnny Gray                         |                                                         |
| 1947 | Honeymoon                                           | David Flanner                       |                                                         |
| 1947 | Her Husband's Affairs                               | William "Bill" Weldon               |                                                         |
| 1948 | I Love Trouble                                      | Stuart Bailey                       |                                                         |
| 1948 | Every Girl Should Be Married                        | Roger Sanford                       |                                                         |
| 1949 | Jigsaw                                              | Howard Malloy                       | Alt titlu: Gun Moll                                     |
| 1949 | Without Honor                                       | Dennis Williams                     | Alt titlu: Woman Accused                                |
| 1950 | The Man on the Eiffel Tower                         | Johann Radek                        | Co-producător                                           |
| 1951 | Here Comes the Groom                                | Wilbur Stanley                      |                                                         |
| 1956 | The Little Foxes                                    | Horace                              | Film TV                                                 |
| 1957 | Uncle Vanya                                         | Dr. Astroff                         | Co-producător și co-regizor                             |
| 1958 | Bitter Heritage                                     | Frank James                         | Film TV                                                 |
| 1961 | Witchcraft                                          | Your Host                           | Film TV                                                 |
| 1962 | Advise & Consent                                    | The President                       |                                                         |
| 1964 | La bonne soupe                                      | John K. Montasy Jr.                 |                                                         |
| 1964 | See How They Run                                    | Baron Frood                         | Film TV                                                 |
| 1965 | In Harm's Way                                       | Amiral Kimmel                       |                                                         |
| 1965 | Mickey One                                          | Rudy Lapp                           | Regizat de Arthur Penn                                  |
| 1968 | Shadow Over Elveron                                 | Barney Conners                      | Film TV                                                 |
| 1968 | Nobody Runs Forever                                 | Ambassador Townsend                 | Alt titlu: The High Commissioner, (ultimul rol de film) |

## Televiziune (selecție)
| An        | Titlu                         | Rol                       | Episod                  |
| --------- | ----------------------------- | ------------------------- | ----------------------- |
| 1954      | Studio One                    | Juror #3                  | "Twelve Angry Men"      |
| 1955      | Four Star Playhouse           | Ben Chaney                | "Award"                 |
| 1956      | General Electric Theater      | Charles Proteus Steinmetz | "Steinmetz"             |
| 1957      | The Kaiser Aluminum Hour      | Arthur Baldwin            | "Throw Me a Rope"       |
| 1958      | Westinghouse Desilu Playhouse | Candy Lombe               | "The Crazy Hunter"      |
| 1959      | Alfred Hitchcock Presents     | Oliver Mathews            | "The Impossible Dream"  |
| 1960      | Bonanza                       | Denver McKee              | "Denver McKee"          |
| 1961      | The Twilight Zone             | Col. Archie Taylor        | "The Silence"           |
| 1962–1967 | Ben Casey                     | Dr. Daniel Niles Freeland | 27 episodes             |
| 1964      | The Alfred Hitchcock Hour     | The Great Rudolph         | "The Final Performance" |
| 1965      | The Virginian                 | Murdock                   | "Old Cowboy"            |
| 1967      | Run for Your Life             | Judge Taliaferro Wilson   | "Tell It Like It Is"    |

## Teatru
| Data                                  | Producție                  | Rol                    |
| ------------------------------------- | -------------------------- | ---------------------- |
| 19 octombrie – noiembrie 1927         | The Belt                   | Bunner                 |
| 29 noiembrie – 1928                   | Centuries                  | Yankel                 |
| 12 ianuarie – februarie 1928          | The International          | David Fitch            |
| 27 noiembrie 1928 – mai 1929          | The Age of Innocence       | Newland Archer, Jr.    |
| 24 mai – 1929                         | Uncle Vanya                | Mikhail lvovich Astrov |
| 11 noiembrie – decembrie 1929         | Cross Roads                | Duke                   |
| 17 decembrie 1929 – februarie 1930    | Red Rust                   | Fedor                  |
| aprilie 14 – iunie 1930               | Hotel Universe             | Tom Ames               |
| 20 octombrie 1930 – martie 1931       | Pagan Lady                 | Ernest Todd            |
| ianuarie 26 – 21 martie 1931          | Green Grow the Lilacs      | Curly McClain          |
| 28 septembrie – decembrie 1931        | The House of Connelly      | Will Connelly          |
| 10 decembrie 1931 – decembrie 1931    | 1931                       |                        |
| 9 martie 1932 – martie 1932           | Night Over Taos            | Federico               |
| 24 mai – iunie 1932                   | A Thousand Summers         | Neil Barton            |
| 26 septembrie 1932 – ianuarie 1933    | Success Story              | Raymond Merritt        |
| 5 ianuarie – mai 1939                 | The Gentle People          | Harold Goff            |
| 6 martie – 18 mai 1940                | The Fifth Column           | Philip Rawlings        |
| 7 februarie – 19 mai 1945             | Hope for the Best          | Michael Jordan         |
| 17 decembrie 1953 – 13 noiembrie 1954 | Oh, Men! Oh, Women!        | Alan Coles             |
| 19–30 ianuarie 1955                   | The Time of Your Life      | Joe                    |
| 2 mai – 29 iunie 1957                 | A Moon for the Misbegotten | James Tyrone, Jr.      |
| 22–27 mai 1961                        | Mandingo                   | Warren Maxwell         |
| 11 martie – 29 iunie 1963             | Strange Interlude          | Professor Henry Leeds  |
| 24 septembrie 1963                    | Bicycle Ride to Nevada     | Winston Sawyer         |

## Apariții radio
| An   | Program                  | Episod/sursă         |
| ---- | ------------------------ | -------------------- |
| 1952 | Theatre Guild on the Air | The House of Mirth   |
| 1953 | Broadway Playhouse       | His Brother's Keeper |

## Legături externe
- Franchot Tone la Internet Movie Database
- en Franchot Tone la Internet Broadway Database
- Franchot Tone la Internet Off-Broadway Database
- Pronunciation of Franchot Tone
- Al Hirschfeld illustration of Franchot Tone
- Franchot Tone la Find a Grave